# Herry
Herry ist eine französische Gemeinde mit 959 Einwohnern (Stand: 1. Januar 2022) im Département Cher in der Region Centre-Val de Loire. Sie gehört zum Kanton Avord und zum Gemeindeverband Communauté de communes La Septaine.

## Geografie
Herry liegt in der Landschaft Berry, etwa 45 Kilometer ostnordöstlich von Bourges an der Loire, die die Gemeinde im Osten begrenzt. An der westlichen Gemeindegrenze mündet die Chanteraine in die Vauvise. Umgeben wird Herry von den Nachbargemeinden Couargues im Norden, Pouilly-sur-Loire im Norden und Nordosten, Mesves-sur-Loire im Osten, La Chapelle-Montlinard im Südosten und Süden, Saint-Martin-des-Champs im Süden, Sancergues im Südwesten, Feux im Westen sowie Saint-Bouize im Nordwesten.

## Bevölkerungsentwicklung
| Jahr                       | 1962 | 1968 | 1975 | 1982 | 1990 | 1999 | 2011 | 2019 |
| Einwohner                  | 1258 | 1097 | 964  | 1024 | 991  | 1016 | 1006 | 967  |
| Quellen: Cassini und INSEE |      |      |      |      |      |      |      |      |

## Sehenswürdigkeiten
- Kirche Saint-Loup aus dem 13. Jahrhundert, Um- und Anbauten aus dem 15./16. Jahrhundert
- früheres Zisterzienserkloster von Chalivoy

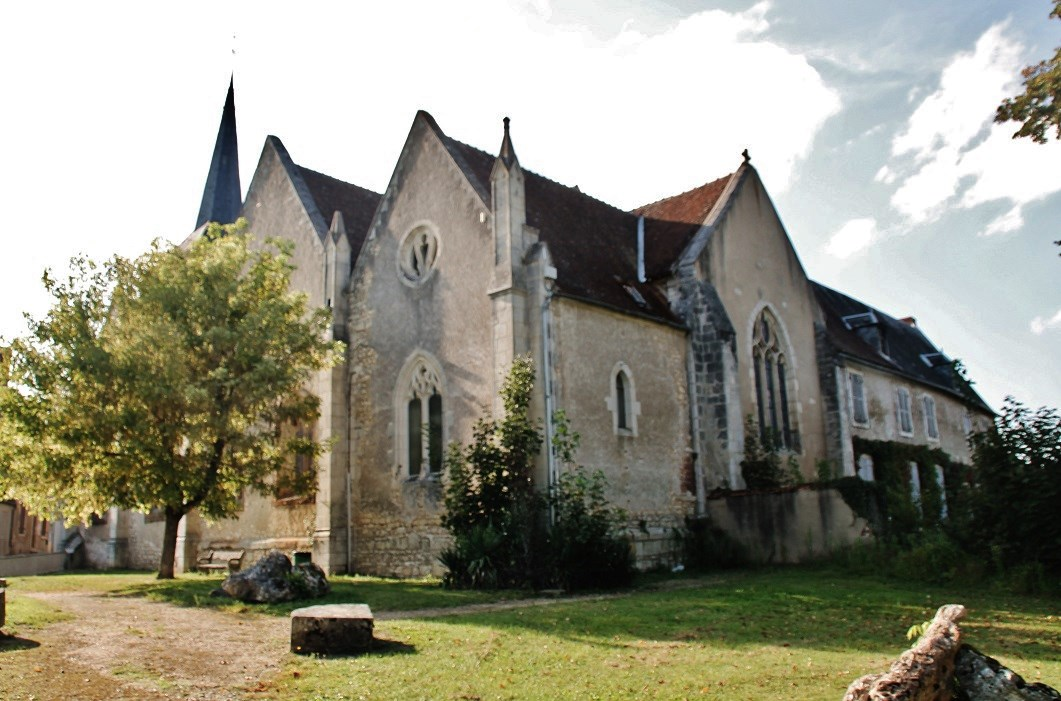
Kirche Saint-Loup

- Schloss aus dem 15. Jahrhundert

## Persönlichkeiten
- Prosper Duvergier de Hauranne (1798–1881), Journalist und Politiker